# Léonie Sonnings musikpris
Léonie Sonnings musikpris är Danmarks främsta musikutmärkelse. Priset utdelas årligen till en internationell musiker. Det första priset 1959 tilldelades Igor Stravinskij. Pristagarna utses av Léonie Sonnings musikfond. Priset var 2007–2016 på 600 000 danska kronor.
Leonidas Kavakos mottog i januari 2017 100 000 euro. 2024 var priset på motsvarande nästan 15, miljon svenska kronor.

## Pristagare
- 1959 – Igor Stravinskij
- 1965 – Leonard Bernstein
- 1966 – Birgit Nilsson
- 1967 – Witold Lutosławski
- 1968 – Benjamin Britten
- 1969 – Boris Christoff
- 1970 – Sergiu Celibidache
- 1971 – Arthur Rubinstein
- 1972 – Yehudi Menuhin
- 1973 – Dmitrij Sjostakovitj
- 1974 – Andrés Segovia
- 1975 – Dietrich Fischer-Dieskau
- 1976 – Mogens Wöldike
- 1977 – Olivier Messiaen
- 1978 – Jean-Pierre Rampal
- 1979 – Janet Baker
- 1980 – Marie-Claire Alain
- 1981 – Mstislav Rostropovitj
- 1982 – Isaac Stern
- 1983 – Rafael Kubelik
- 1984 – Miles Davis
- 1985 – Pierre Boulez
- 1986 – Svjatoslav Richter
- 1987 – Heinz Holliger
- 1988 – Peter Schreier
- 1989 – Gidon Kremer
- 1990 – György Ligeti
- 1991 – Eric Ericson
- 1992 – Georg Solti
- 1993 – Nikolaus Harnoncourt
- 1994 – Krystian Zimerman
- 1995 – Jurij Basjmet
- 1996 – Per Nørgård
- 1997 – Andras Schiff
- 1998 – Hildegard Behrens
- 1999 – Sofija Gubajdulina
- 2000 – Michala Petri
- 2001 – Anne-Sophie Mutter
- 2002 – Alfred Brendel
- 2003 – György Kurtág
- 2004 – Keith Jarrett
- 2005 – John Eliot Gardiner
- 2006 – Yo-Yo Ma
- 2007 – Lars Ulrik Mortensen
- 2008 – Arvo Pärt
- 2009 – Daniel Barenboim
- 2010 – Cecilia Bartoli
- 2011 – Kaija Saariaho
- 2012 –  Jordi Savall
- 2013 – Simon Rattle
- 2014 – Martin Fröst
- 2015 – Thomas Adès
- 2016 – Herbert Blomstedt
- 2017 – Leonidas Kavakos
- 2018 – Mariss Jansons
- 2019 – Hans Abrahamsen
- 2020 – Barbara Hannigan[2]
- 2021 – Unsuk Chin[3]
- 2022 – Pierre-Laurent Aimard[4]
- 2023 – Evelyn Glennie[5]
- 2024 – Emmanuel Pahud[6]
- 2025 – Danish String Quartet[1]